# Rio Grande (film din 1950)
Rio Grande este un film western romantic american din 1950. Regizat de John Ford, filmul îi are pe John Wayne și Maureen O'Hara în rolurile principale. Este al treilea film din „Trilogia Cavaleriei”, celelalte două fiind Fort Apache (1948) și She Wore a Yellow Ribbon (1949). Wayne are rolul principal în toate cele trei filme. În rolurile secundare apar Ben Johnson, Claude Jarman Jr., Harry Carey Jr., Chill Wills, J. Carrol Naish, Victor McLaglen, Grant Withers, grupul muzical Sons of the Pioneers⁠(d) și Stan Jones.

## Rezumat
În vara anului 1879, „la cincisprezece ani după Shenandoah⁠(d)”, locotenent-colonelul Kirby Yorke (John Wayne) este trimis la granița statului Texas cu Regimentul 2 Cavalerie⁠(d) al Statelor Unite pentru a apăra coloniștii de atacurile apașilor. York se confruntă constant cu două probleme: amerindienii se retrag în Mexic după incursiuni și numărul soldaților aflați sub comanda sa este infim.
Fiul lui Yorke, pe care nu l-a mai întâlnit de 15 ani, Jefferson Yorke (Claude Jarman Jr.⁠(d)), este unul dintre cei 18 recruți trimiși în regiment. A renunțat la Academia West Point și s-a înrolat imediat în armată. La prima întâlnire dintre cei doi, soldatul Yorke își informează tatăl că nu dorește să aibă parte de un tratament special. Tânărul îi cere să fie tratat ca orice alt soldat - lucru cu care colonelul este de acord. Pe parcursul exercițiilor, Jefferson se împrietenește cu recruții Travis Tyree (Ben Johnson) și Daniel „Sandy” Boone (Harry Carey Jr.).
Doi mareșali americani din Texas ajung la post cu un mandat de arestare pe numele soldatului Tyree, acuzat de omor din culpă, dar acesta se ascunde în spatele cailor și nu este descoperit.
Soția înstrăinată a lui Yorke, Kathleen (Maureen O'Hara), sosește pe neașteptate pentru a-l duce acasă pe minorul Jefferson. În timpul Războiului Civil, Yorke a fost forțat să incendieze Bridesdale, casa soției sale din Valea Shenandoah⁠(d). Sergentul maior Quincannon (Victor McLaglen), cel care a pornit incendiul, face parte din regiment și este un memento constant pentru Kathleen. Lupta pentru viitorul fiului lor reaprinde dragostea dintre cei doi.
Unul dintre mareșalii americani revine la post și îl arestează pe Tyree, acesta fiind internat la spital până la semnarea mandatului de către locotenent. Acesta din urmă este plecat în patrulare, ajungând până la fluviul Rio Grande, unde întâlnește o patrulă mexicană. După ce locotenentul revine în fort, Tyree evadează din spital, fură calul acestuia și părăsește postul cu ajutorul chirurgului postului (Chill Wills⁠(d)) și al lui Quincannon.
Yorke este vizitat de fostul său comandant din timpul Războiul Civil, Philip Sheridan (J. Carrol Naish⁠(d)), în prezent general comandant al diviziei militare din Missouri. Sheridan îi ordonă lui Yorke să treacă Rio Grande în Mexic și să-i ucidă pe toți apașii, o acțiune cu implicații politice grave, deoarece încalcă suveranitatea altei națiuni.
Înainte să pornească spre Mexic, acesta trimite femeile și copiii în Fortul Bliss⁠(d). Jefferson și Boone - care însoțesc grupul - îl întâlnesc pe fugarul Tyree, iar acesta îi informează că există apași în zonă. Amerindienii atacă poștalioanele și îi capturează atât pe copiii, cât și pe soția caporalului Bell. În timpul schimbului de focuri, Jefferson este trimis înapoi la fort după ajutoare.
Regimentul se întâlnește cu restul grupului, care a pierdut patru soldați în conflict, și pornește pe urmele apașilor. Descoperă un poștalion distrus și cadavrul soției lui Bell, însă copiii sunt de negăsit. Între timp, Tyree se alătură regimentului și le dezvăluie că i-a urmărit pe apași până la ascunzătoarea lor din Mexic. York trimite trei soldați - Tyree, Boone și Jefferson - să se infiltreze în biserica ruinată din satul mexican în care copiii sunt ținuți prizonieri. Regimentul reușește să-i salveze, dar locotenentul York este rănit de o săgeată în timpul atacului.
În ultima scenă, Tyree, Boone, Jefferson, cercetașul navajo Son of Many Mules și caporalul Bell sunt decorați. Tyree este pus din nou pe fugă de apariția unui mareșal texan, iar regimentul cântă melodia Dixie⁠(d) la cererea generalului, aparent pentru a-i face pe plac doamnei Yorke.

## Distribuție
- John Wayne - locotenent colonelul Kirby Yorke
- Maureen O'Hara - Kathleen Yorke
- Ben Johnson - soldatul Travis Tyree
- Claude Jarman Jr. - soldatul Jefferson Yorke
- Harry Carey Jr. - soldatul Daniel "Sandy" Boone
- Chill Wills - medicul Wilkins
- J. Carrol Naish - generalul Philip Sheridan
- Victor McLaglen - sergent maiorul Quincannon
- Grant Withers - mareșalul
- Sons of the Pioneers - grupul muzical
- Peter Ortiz - căpitanul St. Jacques
- Steve Pendleton - căpitanul Prescott
- Karolyn Grimes - Margaret Mary
- Alberto Morin - locotenentul mexican
- Stan Jones - sergent
- Fred Kennedy - soldatul Heinze